# Фоскарбідопа/фослеводопа
Фоскарбідопа/фослеводопа — комбінований препарат із фіксованою дозою, нейротрансмітер, який використовується для лікування хвороби Паркінсона. Це комбінація проліків леводопи та карбідопи, розроблена AbbVie.
У 2023 році Управління з контролю за продуктами й ліками США (FDA) відмовило в схваленні цієї комбінації. Він був схвалений для медичного використання в Канаді в травні 2023 року, у січні 2024 в ЄС як Продуодопа (PRODUODOPA®), в Австралії у березні 2024 року.

## Форма випуску
Розчин для інфузій

## Протипоказання
- гіперчутливість до діючих речовин або до будь-якої з допоміжних речовин, перелічених у розділі 6.1.
- вузькокутова глаукома
- тяжка серцева недостатність
- гострий інсульт
- важка серцева аритмія
- неселективні інгібітори МАО та селективні інгібітори МАО типу А протипоказані до застосування з Продуодопою. Прийом цих інгібіторів слід припинити принаймні за два тижні до початку терапії Продуодопою. Продуодопа може застосовуватися одночасно з рекомендованою виробником дозою інгібітора МАО, селективного щодо МАО типу B (наприклад, селегіліну HCl) (див. розділ «Особливості застосування»).
- стани, при яких протипоказані препарати з адренергічною активністю, наприклад, феохромоцитома, гіпертиреоз і синдром Кушинга.
- Оскільки леводопа може активувати злоякісну меланому, Продуодопа не слід застосовувати пацієнтам із підозрілими недіагностованими ураженнями шкіри або меланомою в анамнезі.[1]